# История Московского метрополитена

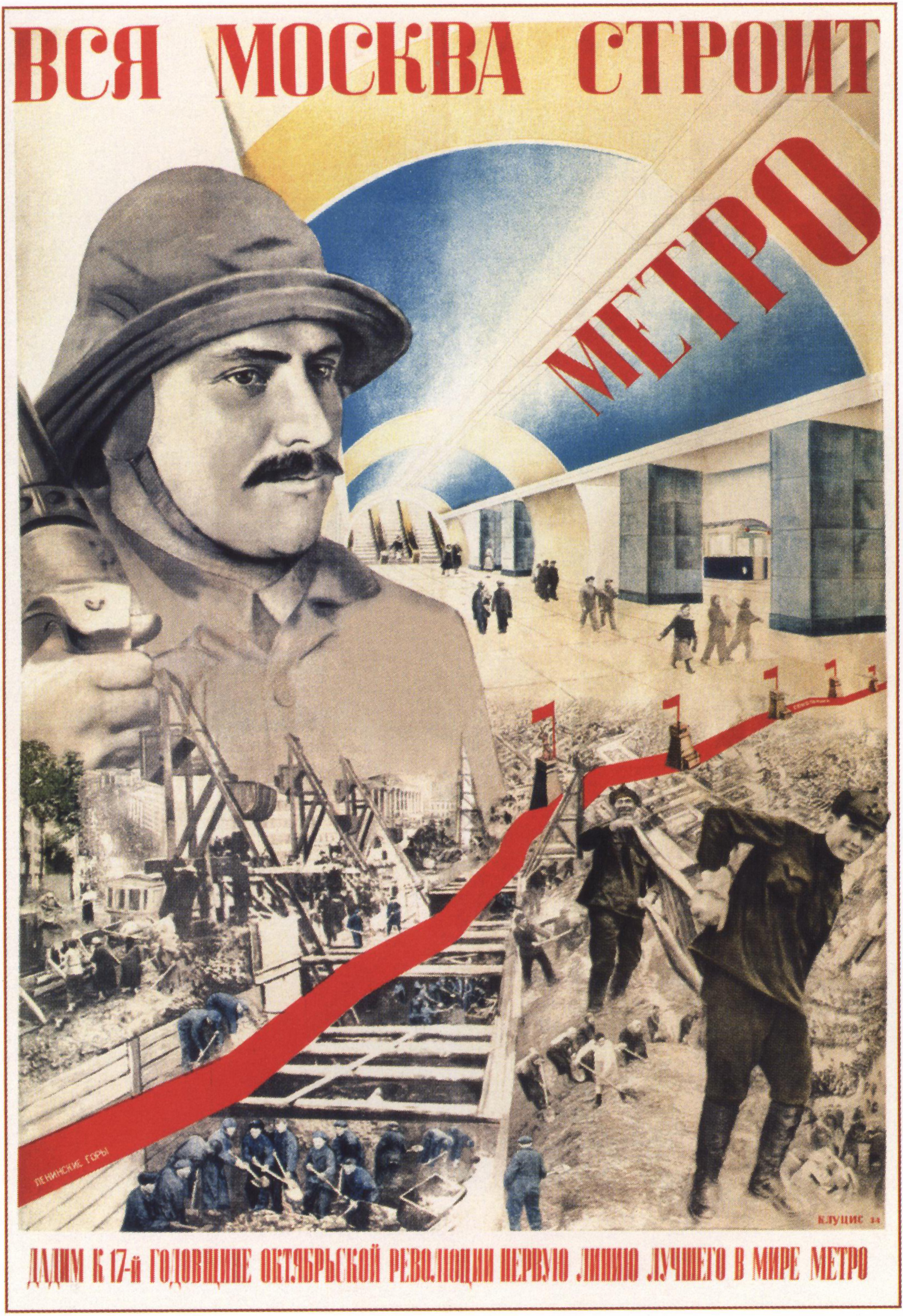
«Вся Москва строит метро»; Густав Клуцис, 1934 год

Схема развития московского метро до 2019 года (анимация). Число справа от года обозначает количество станций.

Исто́рия Моско́вского метрополите́на — основные этапы предпосылок и процессов строительства первого в СССР и РСФСР Московского метрополитена и его эксплуатации. Первые проекты появились ещё в Российской империи, но по разным причинам, в числе которых — сопротивление РПЦ, были отклонены.
Решение о строительстве Московского метрополитена было окончательно принято 15 июня 1931 года на Пленуме ЦК ВКП(б) после доклада первого секретаря Московского горкома партии Лазаря Кагановича. Докладу и принятию решения сподвиг дорожный затор, полностью парализовавший движение всего транспорта по всему городу 6 января того же года. Несмотря на это, сам Каганович видел решение транспортной проблемы в электрификации пригородных направлений и использование их в самой Москве, однако должен был подчиняться И. В. Сталину.

## Проекты

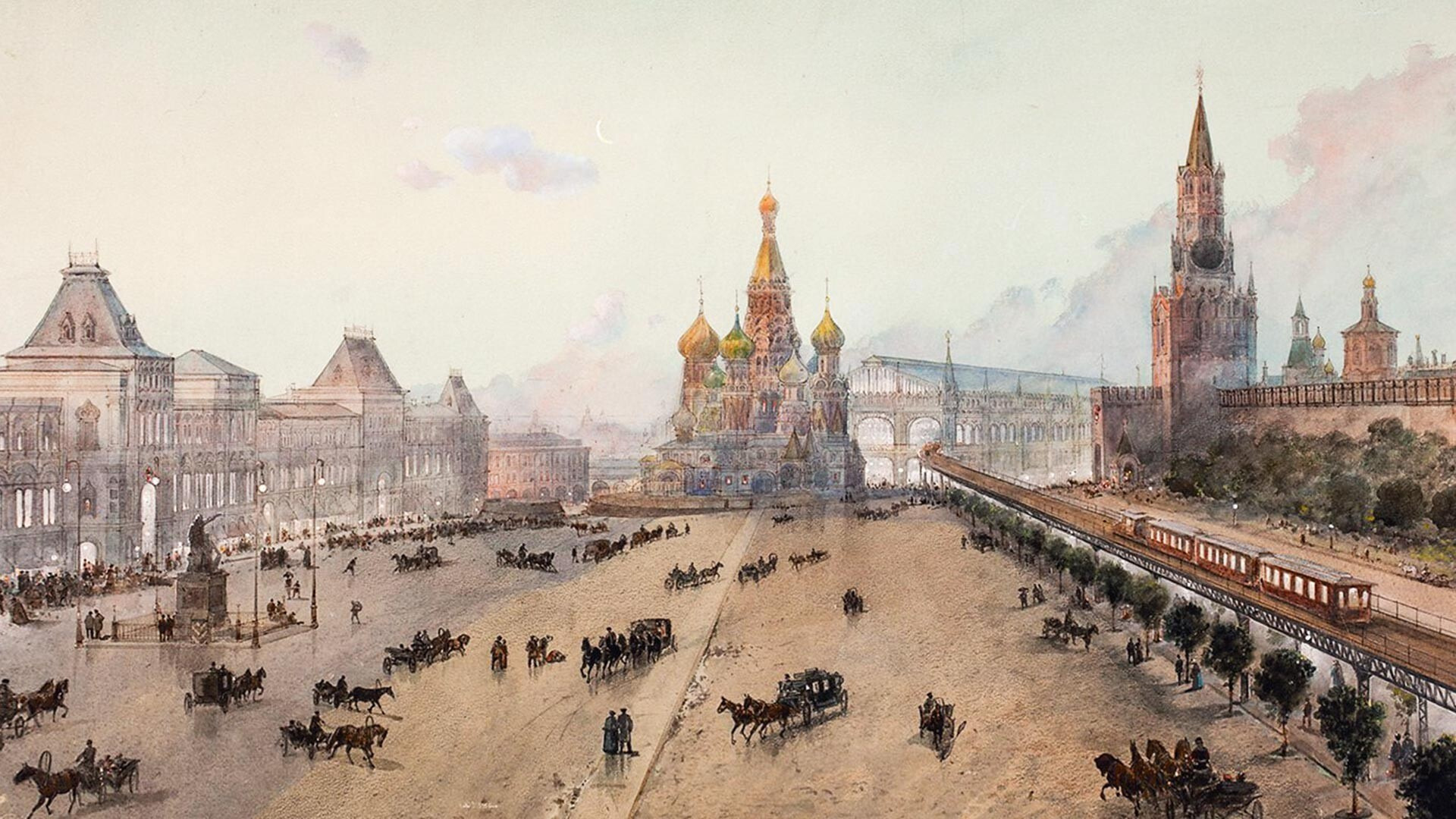
Один из первых проектов метро предполагал строительство эстакад на Красной площади

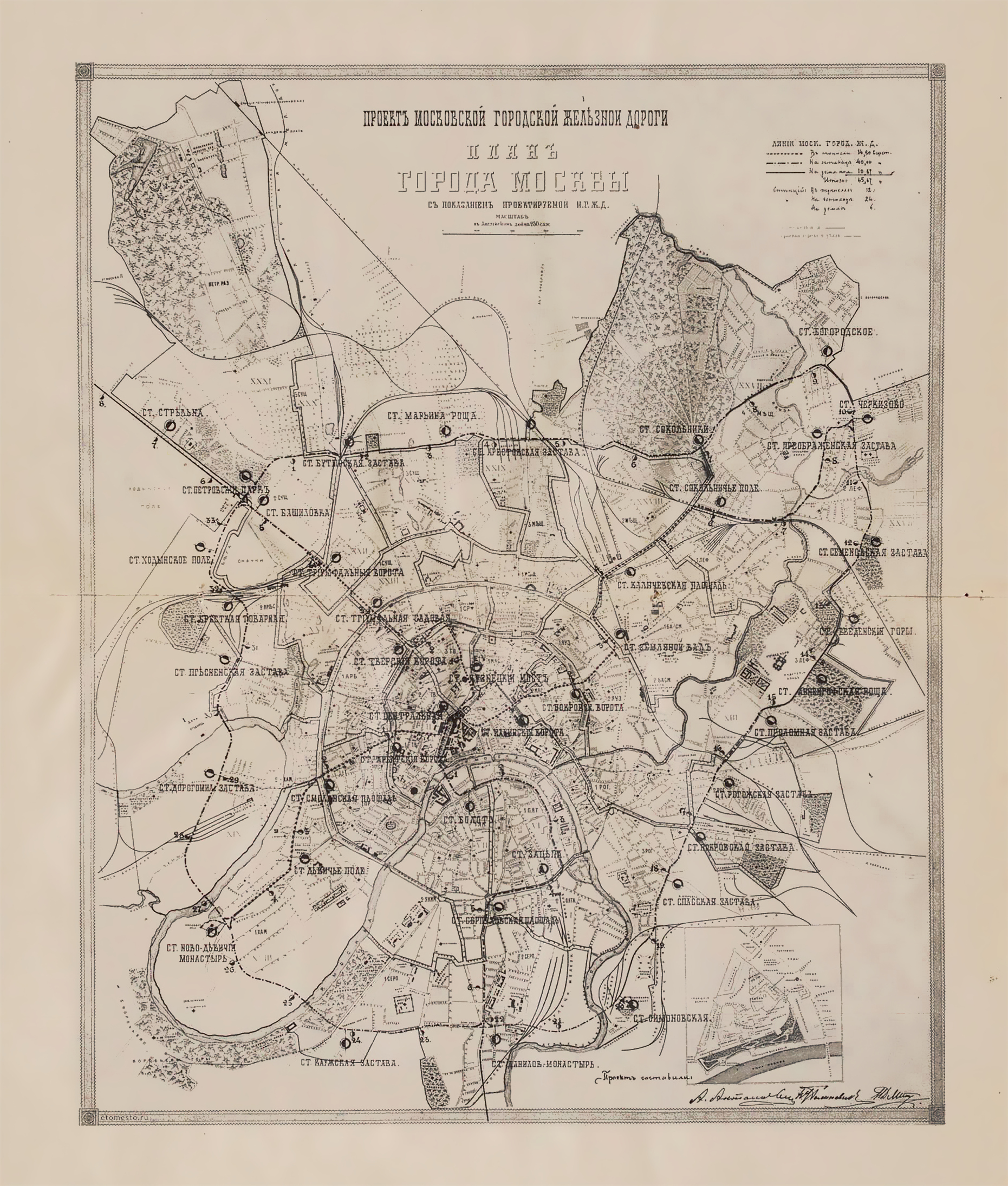
Московская городская железная дорога. Проект 1902 года, составленный инженерами путей сообщения А. И. Антоновичем, Н. И. Голиневичем и Н. П. Дмитриевым

Первое предложение по созданию метро в Москве появилось в 1875 году, когда инженер Василий Титов выдвинул идею проложить подземную железнодорожную линию от Курского вокзала через Лубянскую и Трубную площади до Марьиной рощи. Но до проекта дело так и не дошло. 
Первое упоминание о Московском метрополитене и первые планы строительства Московской подземки появились в 1897 году. Они были увязаны с проектированием в 1890-х гг. окружной железной дороги. В 1897 г. по примеру Берлина правление Общества Рязанско-Уральской ж. д. представило проект такой дороги с трёхколейной диаметральной линией для перевозки пассажиров между тупиковыми вокзалами. Линию планировали проложить в тоннеле через центр города, между Трубной пл. и ул. Ильинкой. Аналогичный проект предложил инженер Е. Е. Нольтейн из общества Московско-Казанской ж. д. Альтернативный проект был представлен инженером А. И. Антоновичем, который предлагал вынести окружную дорогу как можно дальше, а для связи с городом использовать радиальные линии, по которым бы осуществлялась в том числе и перевозка пассажиров. Шесть радиальных линий сходились к центру Москвы в форме звезды и предназначались для перевозки рабочих, живших в пригородах и работавших в городе, и дачников.
Первый из проектов московского метрополитена был предложен (в виде эскиза) в 1901 году. Данный проект, разработанный инженером путей сообщения А. И. Антоновичем, представило общество Рязано-Уральской железной дороги; он предусматривал строительство кольцевой наземной линии в пределах городской черты, подземного диаметра от Трубной площади до Ильинки и пяти радиальных линий, соединявших кольцевую линию с центром города. Были проведены изыскания и окончательный проект дороги был составлен П. И. Рашевским, причём длина по сравнению с проектом Антоновича была сокращена с 57 до 41 версты. В результате по проекту Антоновича в 1902—1907 гг. была построена Московская окружная ж. д. без радиальных линий, а Городская дума 30 января 1908 г. выступила против проекта радиальных линий Антоновича и за сооружение городской железной дороги в пределах городской черты с диаметральными линиями, не употребив, впрочем, термина метрополитен.
Наибольшую известность получил проект, разработанный в 1902 году инженерами П. И. Балинским и Е. К. Кнорре. Он предусматривал сооружение «внеуличной железной дороги», соединявшей Замоскворечье с Тверской заставой. 7 (20) августа 1902 года проект был представлен городской думе, но та после бурных обсуждений отклонила его, вынеся резолюцию: «Господам Кнорре и Балинскому в их домогательствах отказать…». Гласные городской думы усомнились в достаточной проработанности проекта (к тому же сыграло свою роль и существовавшее на тот момент трамвайное лобби: трамвай доставлял казне существенную прибыль). Против метрополитена был настроен и ряд представителей Русской православной церкви. Так, Л. И. Ковалёв в пропагандистской книге «Метро. Сборник, посвящённый пуску Московского метрополитена» без каких-либо ссылок на архивные документы сообщает, что о проекте Балинского некий «архиерей Сергий» написал московскому митрополиту следующее письмо:
Возможно ли допустить сию греховную мечту? Не унизит ли себя человек, созданный по образу и подобию Божию, спустившись в преисподнюю?
Но официальным аргументом для отказа от строительства стала экономическая нецелесообразность.
В том же 1902 году инженерами путей сообщения А. И. Антоновичем, Н. И. Голиневичем и Н. П. Дмитриевым был разработан проект Московской городской железной дороги (метрополитена). В отличие от проекта Кнорре и Балинского, этот проект (доработанная версия проекта 1901 года) предусматривал не только подземную, но и надземную (по грунту или на эстакадах) прокладку линий. Планировалось построить четыре радиальные линии и одну кольцевую по Камер-Коллежскому валу с пересадочными станциями.
Из описания проекта:
Руководствуясь этими соображениями, наш проект Московской городской железной дороги состоит из круговой рельсовой линии по Камер-Коллежскому валу и системы радиальных рельсовых линий, сходящихся в центре и пересекающих промышленные и важные районы столицы.
Для первоначального проекта Московской городской железной дороги мы избрали 4 радиуса, а именно:
I-й радиус, от Александровскаго сада мимо Театральной площади, по Петровке, Страстному бульвару, Тверской улице, до Петровского парка, где этот радиус соединится с кольцевой линией Камер-Коллежского вала.
II-й радиус, от Александровскаго сада, мимо Музея, по Красной площади, Ильинке и Покровке до Земляного вала, а затем по Садовой и Каланчёвской улице, на Каланчёвскую площадь и далее по Сокольничьему проезду, до Рязанской соединительной ветви, вдоль этой ветви, по Лаврентьевской и Генеральной улице, до Преображенской заставы, где этот радиус соединится с кольцевой линией Камер-Коллежскаго вала.
III-й радиус, вдоль Александровскаго сада, через Москву-реку, мимо Болотной площади, по Обводному каналу и Садовой улице, до Серпуховской площади, а оттуда по Большой или Малой Серпуховке, до старой Серпуховской заставы, где он соединится с кольцевой линией Камер-Коллежскаго вала.
IV-й радиус, от Александровского сада, по Воздвиженке на Арбатскую площадь, далее по Арбату, Плюшихе и большой Царицынской улице до Ново-Девичьего монастыря, где этот радиус соединится с кольцевой линией Камер-Коллежского вала.
Каждые два противоположные радиуса, соединяясь между собою в центре, образуют диаметры.
Первые три радиуса предполагается соединить с окружной железной дорогою, ныне сооружаемой правительством.
Как круговую линию по Камер-Коллежскому валу, так и диаметры предполагается устроить в два пути, на внеуличном горизонте и соединить пути диаметров с путями круговой линии в обе стороны, так, чтобы проезды с круговой линии на диаметры и обратно могли бы производиться всегда беспрепятственно. Радиальные внеуличные линии предполагается устроить в пределах внутренних частей столицы, преимущественно в тоннелях и только там на эстакадах, где по ширине проспектов и другим условиям, не может происходить ни стеснения экипажного проезда, ни затемнения домов.
Спроектированная система соединяет все важнейшие пункты столицы между собою, с центром города, с железнодорожными вокзалами и с загородными местами прогулок и развлечений.
Для начала XX века этот проект был самым всеохватывающим. Впрочем, до Первой мировой войны предлагались и другие проекты, среди которых — проект инженера К. К. Руина (предложен в июне 1911 года), очередной проект профессора Е. К. Кнорре (февраль 1912 года) и проект руководителя Московских городских железных дорог М. К. Поливанова.
В годы Гражданской войны городской транспорт в Москве пришёл в упадок, и в 1920 году трамвайное движение в городе в условиях экономической разрухи фактически прекратилось; однако уже в 1922 году наметился новый подъём. Возросшая транспортная нагрузка имела следствием возвращение к идее строительства метрополитена. 13 августа 1923 года президиум Моссовета принял решение о возобновлении переговоров с иностранными фирмами по поводу прокладки линий метрополитена. В апреле 1924 года начались переговоры с германской фирмой Siemens Bauunion GmbH о подготовке проекта московского метрополитена. Проект был подготовлен (по данным инженера В. С. Пикуля, он предусматривал прокладку путей протяжённостью 80,3 км и строительство 86 станций, в том числе 17 пересадочных). Однако найти инвесторов фирма не смогла, а идею о передаче ей в концессию московского трамвая отвергла советская сторона; проект остался на бумаге.
В марте 1926 года отдел коммунального хозяйства Моссовета обратился к той же фирме Siemens Bauunion GmbH с предложением за вознаграждение в размере 25 тыс. рублей составить технический проект так называемого Мясницкого радиуса (должен был соединять центр столицы с Каланчёвской площадью и рассматривался как первая из будущей сети линий). При этом фирме передавались сведения о ценах на рабочую силу и материалы, данные геологической разведки, а также планы канализационных сетей. Однако разработанный проект не был принят, так как «не удовлетворял транспортные потребности москвичей».
Параллельно с переговорами в сентябре 1923 года распоряжением Моссовета при Управлении трамвая (с 1927 года — Управление московских городских железных дорог (МГЖД), в 1929—1931 гг. — Трест Московских железных дорог Исполкома Моссовета) был создан подотдел по проектированию метро. Первоначально подотдел состоял из единственного сотрудника — инженера К. С. Мышенкова; в середине 1924 года состав подотдела был пополнен, а возглавил его главный инженер Управления трамвая А. В. Гербко. В 1925 году заместителем начальника подотдела стал профессор С. Н. Розанов, в предвоенные годы семь лет проработавший на строительстве парижского метрополитена. Сотрудники подотдела занялись проектированием будущего московского метрополитена, геологическими изысканиями и нивелировкой трасс. К октябрю 1928 года подотдел разросся до 27 штатных единиц, хотя инженерам не хватало вспомогательного технического персонала. Тем не менее в июле 1930 года разработка проекта была завершена; он предусматривал строительство четырёх диаметральных и кольцевой линии общей протяжённостью около 50 км.
Тем временем уже с марта 1930 года в аппарате МГЖД была развёрнута чистка. Проводившая её комиссия обвинила проектировщиков метрополитена в растрате народных денег, нарочито неспешном ведении проектных работ, нарушениях отчётности и неспособности подготовленного проекта покончить с транспортным кризисом. Значительную часть проектировщиков арестовали, обвинив во вредительстве; в этих условиях руководство МГЖД объявило о закрытии подотдела с 1 января 1931 года. А уже через несколько дней, 6 января 1931 года, Москва встала в транспортном коллапсе; случившуюся тогда дорожную пробку считают самой катастрофической в истории столицы: не работали ни трамваи, ни автобусы, ни извозчики, ни такси (А. В. Гербко ещё в 1927 году предсказывал, что такое скоро случится). Трамвай не мог обеспечить перевозку увеличившегося до 4 миллионов населения столицы (выражение «хам трамвайный» пошло с той поры).

## Метрополитен в 1930-е годы

### Начало строительства

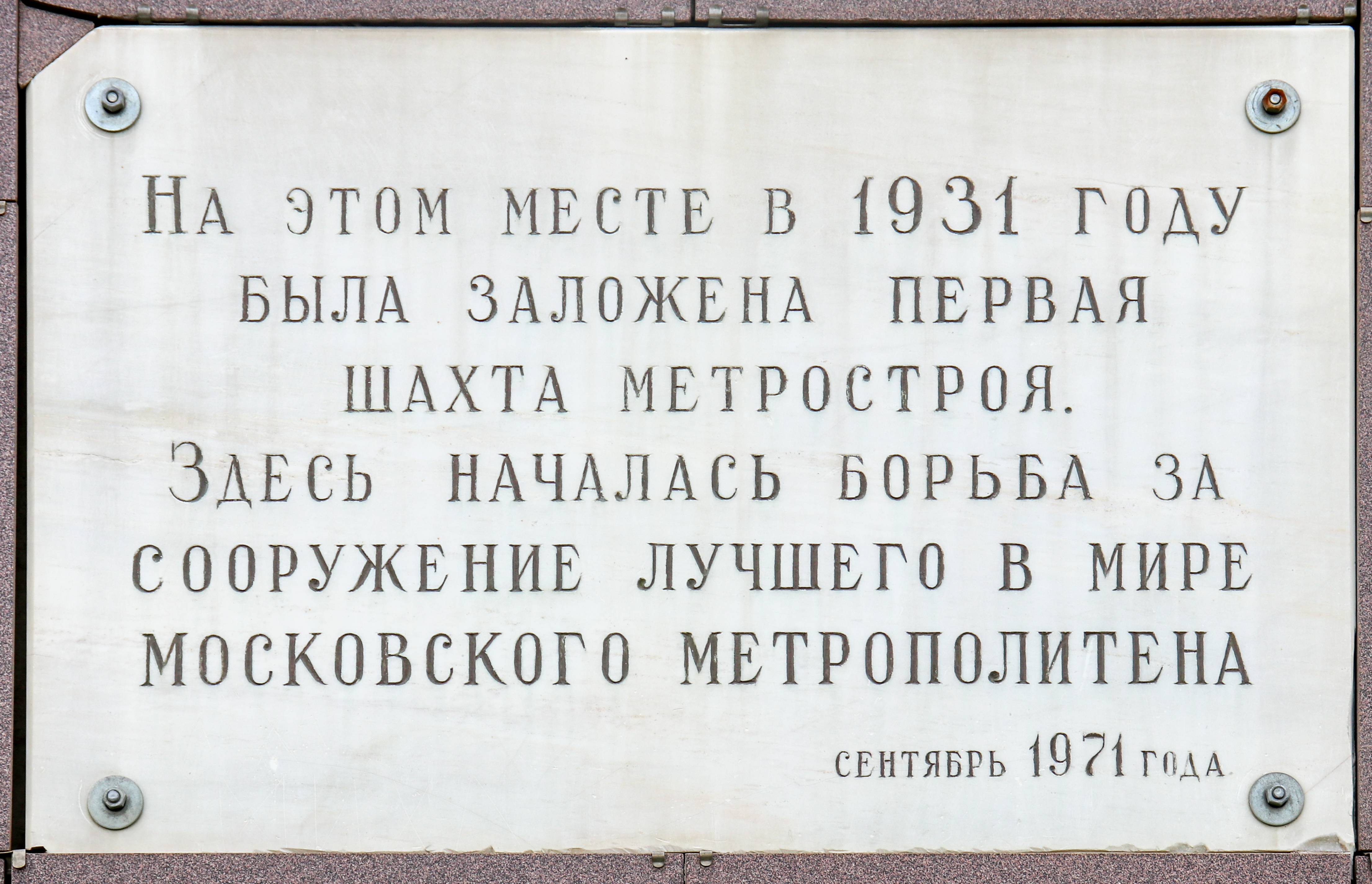
Мемориальная доска в память о заложении первой шахты Метростроя (Русаковская, 13)

На совещании по проблемам трамвайного движения, проведённом 9 февраля 1931 года Московским комитетом ВКП(б), открылась неприглядная картина: трамвайные пути и подвижной состав устарели, а четверть всех вагонов из-за поломок была исключена из эксплуатации. Из этого совещания московское партийное руководство Москвы во главе с Л. М. Кагановичем (который с 22 апреля 1930 года занимал пост первого секретаря Московского комитета ВКП(б) — МК, а с 25 февраля 1931 года, когда организационно оформилась Московская городская парторганизация — также и пост первого секретаря Московского горкома партии — МГК) сделало вывод, что трамвайное дело нуждается в основательной реорганизации, но для исправления тяжёлой ситуации на транспорте этого недостаточно. 3 мая 1931 года совместная комиссия Бюро МК и Моссовета во главе с Л. М. Кагановичем и Н. А. Булганиным (в 1931—1937 гг. — председатель исполкома Моссовета) представила на совместном заседании Бюро МК и МГК перечень практических мероприятий, который был принят и предусматривал установление «электрического быстроходного сообщения во вновь осваиваемых промышленным и жилищным строительством районах путём использования и соответствующего приспособления существующих кольцевых и соединительных железнодорожных веток».
Таким образом, комиссия высказалась не в пользу строительства метрополитена, а в пользу старой идеи городских железных дорог, соединённых с железнодорожными магистралями. 5 мая 1931 года, после того, как Каганович и Булганин доложили о принятом плане мероприятий в Политбюро ЦК ВКП(б), была образована уже комиссия Политбюро, задачей которой являлась подготовка решения на основе данного плана. Эта комиссия на своём втором заседании 14 мая 1931 года постановила — по инициативе входившего в её состав И. В. Сталина — внести в план мероприятий новый пункт в следующей редакции: «Поручить Моссовету и МК образовать комиссию для рассмотрения всех существующих проектов различных средств сообщения и разработать проект метрополитена. Срок: 3 месяца».
На проходившем 11—15 июня 1931 года Пленуме ЦК ВКП(б) Каганович выступил с трёхчасовым докладом о направлениях развития городов при социализме и, в частности, московском коммунальном хозяйстве. Он выступал теперь как убеждённый сторонник строительства московского метрополитена (правда, под метрополитеном понимался любой внутригородской железнодорожный транспорт — не обязательно подземный). Проект, представленный в докладе как возможный вариант московского метрополитена, по сути был тем же проектом МГЖД. В качестве первой возможной фазы строительства рассматривалась прокладка линии от Каланчёвской площади к центру и далее к будущему Дворцу Советов (который должны были возвести на месте Храма Христа Спасителя), а также через Арбат к Смоленскому рынку. Пленум постановил, что «считает необходимым безотлагательно приступить к подготовительным работам по сооружению в Москве метрополитена как главного средства для решения проблемы скоростной и дешёвой перевозки пассажиров».
5 августа 1931 года Политбюро утвердило в должности начальника строительства московского метро П. П. Роттерта — руководителя строительством Днепрогэса. Это назначение было оформлено постановлением СНК СССР от 23 августа 1931 года; первым заместителем Роттерта был назначен инженер К. С. Финкель. Роттерт и Финкель подготовили положение об управлении «Метрострой» — организации при Моссовете, непосредственно занятой строительством метро; положение 13 сентября было утверждено Совнаркомом РСФСР и 2 октября — Совнаркомом СССР. Осенью того же года Булганин после просьбы Роттерта смог добиться у ОГПУ освобождения находившихся в заключении К. С. Мышенкова и С. Н. Розанова с откомандированием их на Метрострой. Ядро технического отдела Метростроя составили бывшие сотрудники подотдела по проектированию метро МГЖД — те, кто оставался на свободе или был уже освобождён.
В конце ноября 1931 года в Московском горкоме партии был представлен проект линий московского метрополитена. В основе лежал проект МГЖД — с небольшими поправками. Была утверждена первая очередь строительства: от Сокольников до будущего места строительства Дворца Советов и от Смоленского рынка до библиотеки им. Ленина.
10 декабря 1931 года во дворе дома № 13а по Русаковской улице около Сокольников первые лопаты семи рабочих Метростроя вгрызлись в землю. Конечной целью была проходка «парижским» (то есть открытым) способом перегонного тоннеля между станциями «Сокольники» и «Гаврикова улица» (проектное название станции метро «Красносельская»), но пока речь шла лишь об опытном участке. Так была заложена первая шахта Метростроя, и это ознаменовало начало строительства московского метрополитена (в ряде советских источников из идеологических соображений указывалась иная дата: 7 ноября — день 14-й годовщины Октябрьской революции).

### Трудности и их преодоление

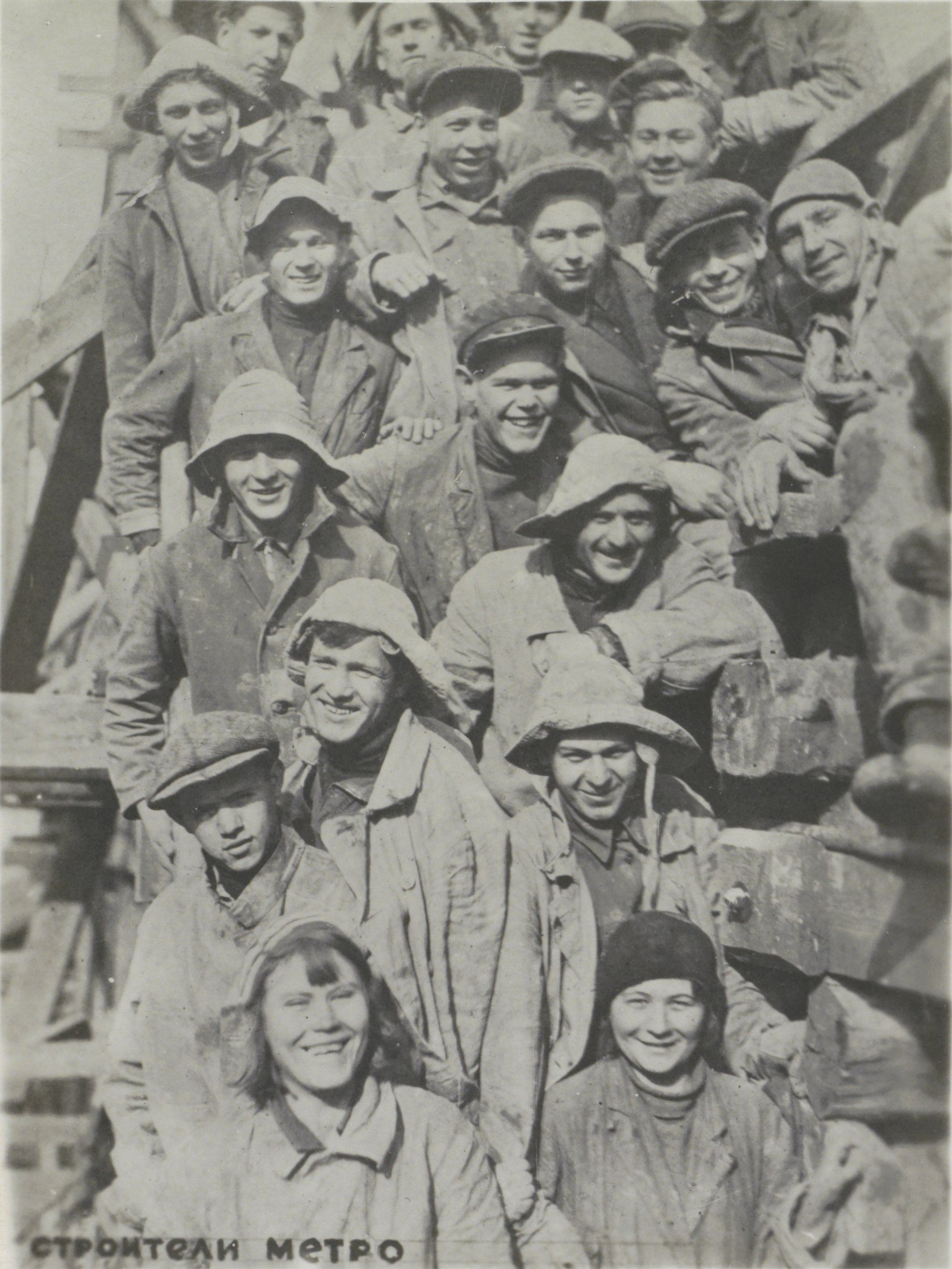
Строители первой очереди Московского метрополитена

В январе 1932 года работы начались на всех участках; однако они проводились вручную, так как предполагалось, что московский метрополитен будет в большинстве своём надземным, а под землёй проходить только в самом центре на небольшой глубине. Работы шли крайне медленно, прежде всего — из-за нехватки опытных специалистов (среди всех инженеров Метростроя только С. Н. Розанов имел опыт строительства парижского метро, К. С. Финкель и И. С. Шелюбский принимали участие в проходке берлинского метро и ещё несколько инженеров просто видели метро во время своего пребывания на Западе). Не хватало рабочих рук: в августе 1932 года численность занятых на строительстве достигла 4 602 человек при плановой численности в 12 170 человек (увеличение штата сдерживалось прежде всего трудностями в обеспечении рабочих жильём).
В феврале 1932 года 27-летний инженер В. Л. Маковский пришёл к выводу о невозможности дальнейшей проходки тоннелей в Москве открытым способом мелкого заложения, который ранее использовался в Берлине и с помощью которого велись работы на Каланчёвской площади (с 1933 года — Комсомольской). Он также отверг закрытый метод на малой глубине, сторонником которого был С. Н. Розанов. Изучив материалы о лондонском и нью-йоркском метро, Маковский сделал выбор в пользу тоннелей на большой глубине (от 20 до 35 метров) и сообщил об этом напрямую Кагановичу. Против были все инженеры (Роттерт называл сторонников глубокого заложения «могильщиками»), однако идея понравилась партийному руководству в лице Л. М. Кагановича и Н. С. Хрущёва (в январе 1932 — январе 1934 года был вторым секретарём МГК ВКП(б)).
Точку в споре поставил И. В. Сталин, высказавшийся на совещании в МГК ВКП(б), проходившем 23 мая 1932 года, за проект глубокого заложения. Радикальные изменения в проекте привели к его фактической остановке на 9-10 месяцев. Геологические данные исчерпывались на глубине 15 метров. На требуемой же глубине зачастую оказывался плывун, как например при строительстве станции под Лубянской площадью, где обычная шахтёрская проходка была неприменима. К началу 1933 года было прорыто лишь 0,6 % от общей длины первой линии.

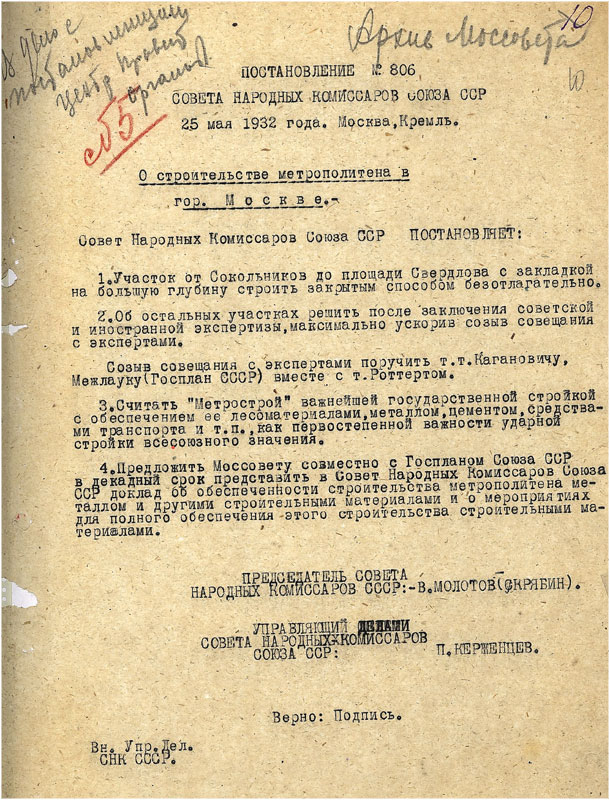
Постановление СНК СССР от 25 мая 1932 года о строительстве метро в Москве

Партийное руководство согласилось привлечь иностранных специалистов, от которых прежде отказывались по причине нехватки валюты. Летом 1932 года было проведено несколько семинаров с участием представителей европейских фирм, а весной 1933 года ЦК принял решение нанять семь крупных иностранных специалистов для постоянной работы в Метрострое и отправить 10 инженеров за границу для обучения технологиям строительства метро. Было также принято решение строить закрытым способом на большой глубине только в центре города, а вдали от центра, где улицы были шире, например у Сокольников, продолжать использовать открытый способ мелкого заложения.
Для проходки тоннелей метро на большой глубине в Москву из Донбасса был командирован Е. Т. Абакумов, и с ним пришла команда опытных горных инженеров. В земляных работах стали применяться проходческие щиты с кессонами, к которым поначалу отнеслись с недоверием, но которые в итоге позволили уже к лету 1933 года достичь требуемой глубины и приступить к строительству тоннелей.
Однако производительность труда строителей метрополитена была низкой, что грозило неприемлемым с политической точки зрения затягиванием сроков строительства. Курировавший стройку Л. М. Каганович буквально дневал и ночевал на ней (строители называли его за глаза «первым прорабом»). Однако к концу 1933 года стало ясно, что для выправления дел нужны новые решения и поистине отчаянные усилия. За заслуги Кагановича в деле строительства метро назовут «Московский Метрополитен имени Л. М. Кагановича» (с 1935 по 1947 год), а после награждения метрополитена орденом Ленина «Московский ордена Ленина Метрополитен им. Л. М. Кагановича» (с 1947 по 1955 год).
Для строительства по-прежнему не хватало людей. По решению созванного 29 декабря 1933 года пленума Моссовета за каждым московским предприятием закреплялся отдельный участок линии метрополитена. Рабочие московских заводов и фабрик в принудительном порядке направлялись на многотысячные субботники. Среди москвичей строительство метро, куда уходило огромное количество средств, вызывало раздражение. 

### Вопрос участия заключённых в строительстве Московского метрополитена
В начале XXI века стало бытовать мнение, что к строительству первой очереди московского метро привлекали заключённых. Оно не подтверждается фундаментальной работой немецкого социолога Дитмара Нойтатца СССР «Московское метро от первых проектов до великой стройки сталинизма», в которой он исследует социальный состав строителей метрополитена.

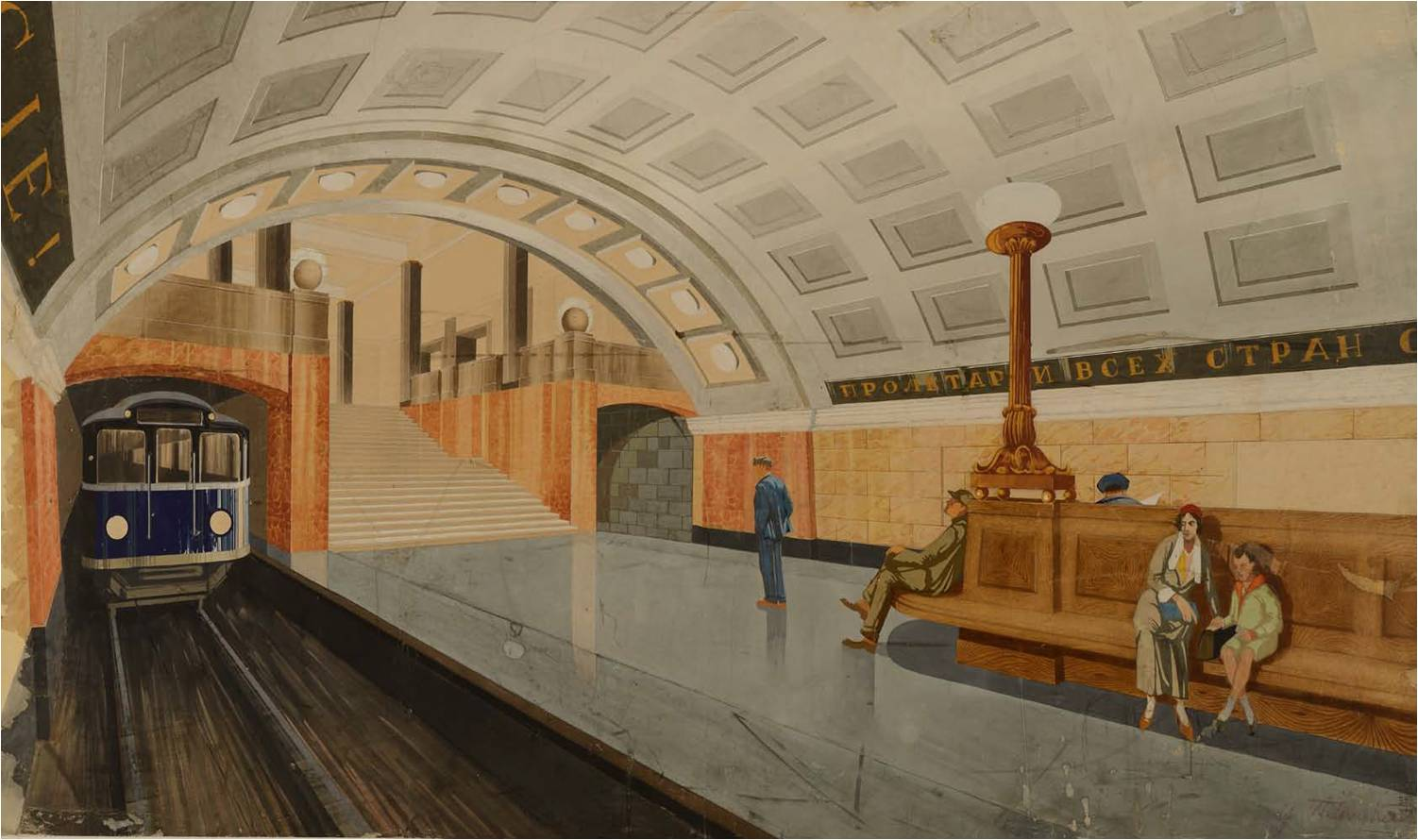
Проект станции «Библиотека имени Ленина», 1934 год

При прокладке участков метрополитена применялись различные способы. Сооружение участков от станции «Сокольники» до станции «Комсомольская» и от станции «Библиотека имени Ленина» до станции «Парк культуры» велось открытым способом. Тоннели между станциями «Улица Коминтерна» (с 1990 года — «Александровский сад») и «Смоленская» возводили траншейным способом. На участке глубокого заложения от «Охотного Ряда» до «Площади Дзержинского» (с 1990 года — «Лубянка») была применена щитовая проходка. При прокладке переходных (от мелкого заложения к глубокому) участков от «Комсомольской» до «Красных Ворот» и от «Охотного Ряда» до «Библиотеки имени Ленина», где встретились плывуны, строители использовали кессонный способ с применением сжатого воздуха, замораживание и силикатизацию грунтов, искусственное водопонижение. 15 октября 1934 года по только что построенному участку линии был пущен первый поезд, состоявший из двух вагонов.
На предпусковом этапе строительства выполнялись масштабные архитектурно-отделочные работы с применением мрамора и гранита, добываемых в карьерах Крыма, Кавказа, Карелии, Урала. На станциях первой очереди была в общей сложности уложена 21 тысяча квадратных метров мрамора.
К намеченной дате открытия — 7 ноября 1934 года — метрополитен не был введён в строй из-за отсутствия эскалаторов. Тогда это устройство впервые появилось только в Лондонском метрополитене в 1911 году, и делали их только две фирмы в мире. Мосметрострой за 200 тысяч золотых рублей приобрёл один эскалатор, только чтобы его разобрать и скопировать, увеличив длину лестниц. Советские эскалаторы появились в январе 1935 года. Работая круглосуточно в течение 20 дней, метростроевцы собрали эскалаторы на ряде построенных станций, а опробовали их 6 февраля 1935 года 2 000 делегатов VII Всесоюзного Съезда Советов. 4 февраля 1935 года по построенной трассе прошёл первый тестовый поезд. Над построенными надземными павильонами станций появилась красная буква «М», нарисованная архитектором И. Г. Тарановым, которая стала символом Московского метрополитена.

### Пуск первой очереди

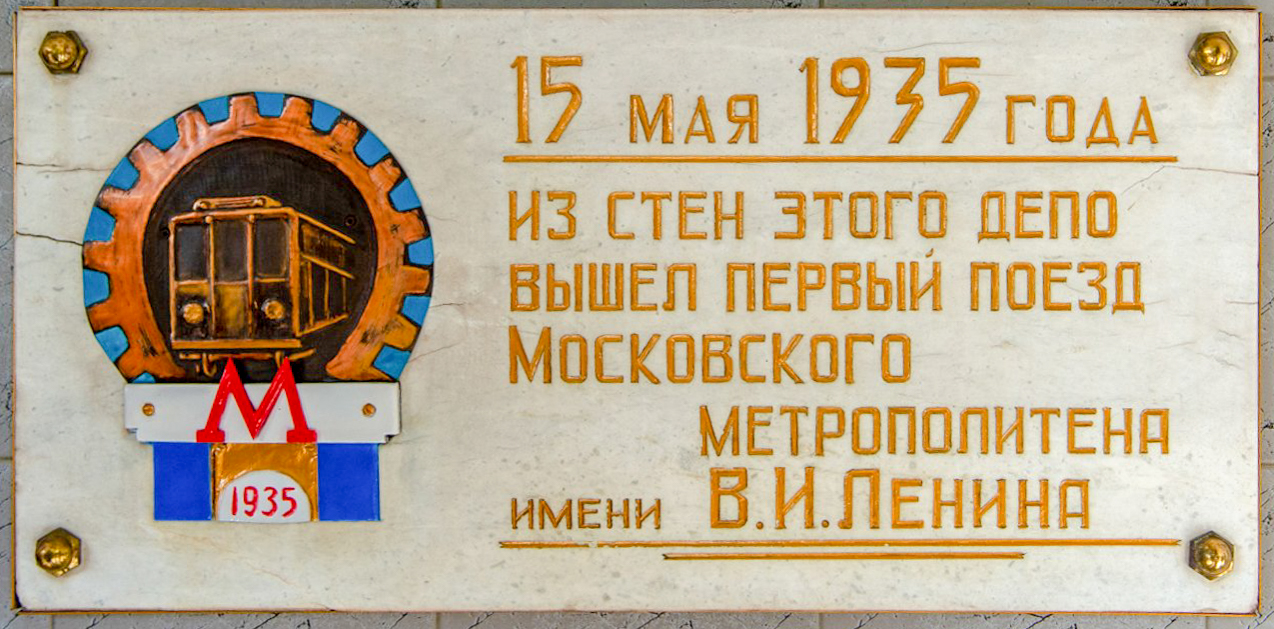
Мемориальная доска в память о первом поезде Московского метрополитена на фасаде электродепо «Северное»

Московский метрополитен был открыт 15 мая 1935 года. В 5 часов 48 минут в метро был включён ток и через 4 минуты из депо вышел первый поезд. В 6 часов 45 минут открылись двери надземных вестибюлей, а в 7 часов поезда начали движение по графику; интервал между поездами составлял 5 минут на общем участке и 10 минут на ответвлениях. Пусковый комплекс включал в себя 11,6 км трассы, 13 станций и 14 поездов (одновременно работали 9 четырёхвагонных составов).
Пуск первой очереди стал достижением не только метростроителей, но и всей советской промышленности. Заказы, поступавшие со строительства первой очереди московского метро, выполняли 540 заводов по всему Советскому Союзу. На её сооружение ушло 88 тысяч тонн металла, около 600 тысяч кубометров лесоматериалов, 330 тысяч тонн цемента, миллионы кубометров щебня, бута, гравия.
Первая очередь Московского метрополитена шла от станции «Сокольники» до станции «Парк культуры» (Кировско-Фрунзенский диаметр, ныне — центральный участок Сокольнической линии). При этом на перегоне «Охотный Ряд» — «Библиотека имени Ленина» ответвлялся участок, шедший к станции «Смоленская» (Арбатский радиус, позднее вошедший в состав Филёвской линии) Начальные станции Фрунзенского и Арбатского радиусов — «Библиотека имени Ленина» и «Улица Коминтерна» (с 1990 года — «Александровский сад») — имели общий наземный вестибюль, а в 1937 году были соединены прямым подземным переходом.
Первым пассажиром Московского метрополитена стал ветеран русско-японской войны, 75-летний пенсионер Ю. Х. Забровский, который потом пришел и на открытие станции «Площадь Свердлова», а также «Курская» и «Площадь Революции» в 1938 г. Работники метрополитена его уже узнавали и пригласили на открытие новых станций Горьковского радиуса. Интересный факт, что в кинохронике (смонтированной из съемок с разных станций) кадры с Ю. Х. Забровским сопровождались закадровым комментарием, что это — герой труда с завода «Красный пролетарий» Пётр Николаевич Латышев, который купил 15 мая 1935 года в кассе открывшейся станции «Сокольники» билет № 1 серии «А». А газета «Рабочая Москва» 15 мая 1935 года также опубликовала фотографию Ю. Х. Забровского, именуя его П. Н. Латышевым..

### Вторая очередь

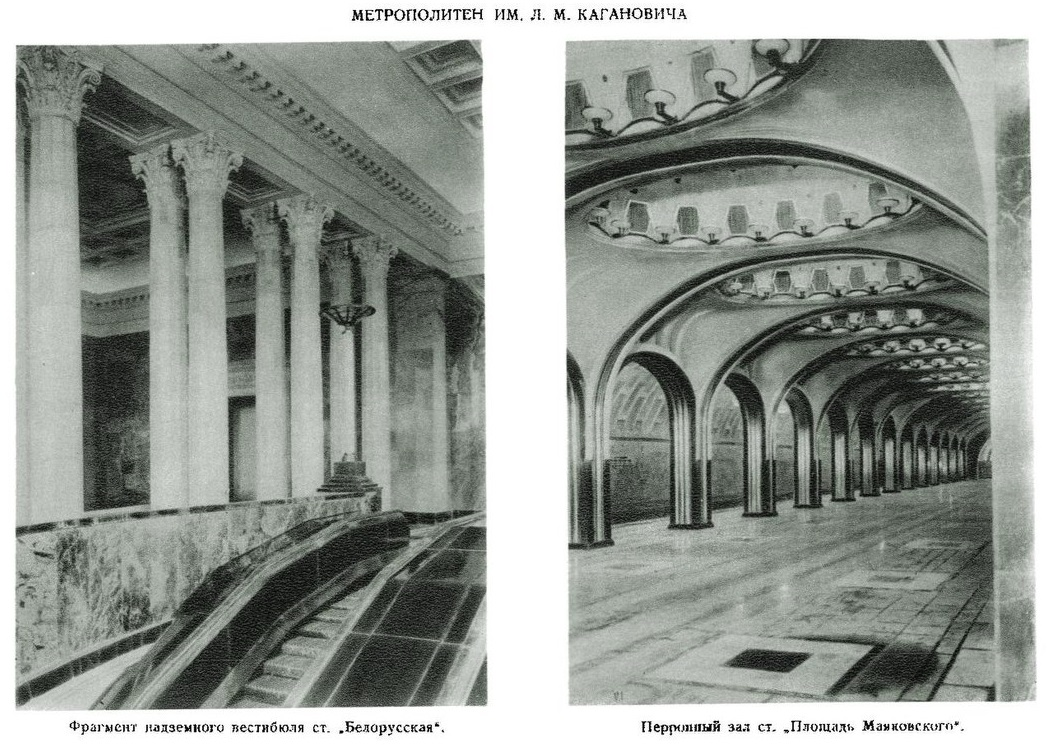
Иллюстрация из 1-го издания Большой советской энциклопедии, 1938 год

Строительство Московского метрополитена не прекращалось: в 1935—1938 годах велось сооружение участков второй очереди. Первым из них был проложен участок «Смоленская» — «Киевская» (открыта 20 марта 1937 года). Следовавшие по новому участку метропоезда пересекали Москву-реку по Смоленскому метромосту — первому метромосту в истории СССР.
До начала Великой Отечественной войны Московский метрополитен пополнился ещё двумя линиями. 13 марта 1938 года вступил в действие участок от станции «Улица Коминтерна» до станции «Курская»; в результате его объединения с ранее проложенным участком «Улица Коминтерна» — «Киевская» появилась новая Арбатско-Покровская линия Московского метрополитена (участок же «Сокольники» — «Парк культуры» образовал при этом Кировско-Фрунзенскую линию, и движение поездов по двум линиям стало раздельным, а не вилочным, как ранее). 11 сентября того же года открылась третья по счёту линия — Горьковско-Замоскворецкая, проходившая от станции «Сокол» до станции «Площадь Свердлова» (с 1990 года — «Театральная»), через которую можно было через общие со станциями «Охотный Ряд» и «Площадь Революции» наземные вестибюли пересесть на две другие линии (прямые подземные переходы были открыты позже: 30 декабря 1944 года и 9 мая 1946 года соответственно).
Кардинального улучшения транспортной ситуации в Москве строительство двух первых очередей метрополитена не повлекло, но вклад метро в обслуживание нужд москвичей был уже заметен: в 1940 году метрополитен перевёз 14 % пассажиров, автобусы и троллейбусы — по 8 %. Ведущим средством внутригородского общественного транспорта оставался трамвай, на долю которого приходилось 70 % перевезённых пассажиров.
Архитектурное решение станций Московского метрополитена, введённых в действие в предвоенные годы, было — по откликам известных учёных, деятелей культуры, иностранных гостей — одним из самых блистательных и современных, а само московское метро в те годы они считали «самым красивым и удобным в мире». В концептуальной идее московского метро по-новому прозвучало отношение советского человека к пространству, которое было призвано служить «подземным дворцом» для миллионов трудящихся, формировать у них непоколебимую уверенность в «светлом будущем». Проект станции «Маяковская» (1938, архитектор А. Н. Душкин, художник А. А. Дейнека), станционный зал которой украшают овальные ниши с размещённые в них светильниками и мозаичными панно на тему «Сутки страны Советов», в 1939 году получил Гран-при на Всемирной выставке в Нью-Йорке. Во время проведённого в 2009 г. опроса москвичей эта станция возглавила рейтинг самых красивых станций — её назвали лучшей 25 % опрошенных; второе место заняла «Новослободская» (1952, архитекторы А. Н. Душкин и А. Ф. Стрелков, художник П. Д. Корин) — 10 % голосов, а на третьем оказалась «Площадь Революции» (1938, архитектор А. Н. Душкин, скульптор М. Г. Манизер) — 9 % голосов.
| - Московский метрополитен на почтовых марках 30-х годов - Прокладка тоннеля метро (1935) - Станция метро в разрезе (проект, 1935) - Поезд метро в тоннеле (1935) - Поезд метро в тоннеле (1938) |

## Метрополитен в годы войны

Москвичи укрываются от очередного авианалёта на станции, лето 1941 года

Перед началом Великой Отечественной войны в апреле 1941 года СНК СССР постановил приспособить метро для массового убежища, а правила пользования метроубежищем были разработаны лишь в сентябре. В первую же воздушную тревогу в ночь на 22 июля 1941 года в метро собралось 500 000 человек, причём люди прятались не только на станциях, но и в тоннелях. Осенью 1941 года метро использовалось как бомбоубежище. За время авианалётов в метро родилось 217 детей. Однако не все станции годились под убежище в силу неглубокого залегания, что при бомбардировке могло привести к гибели прятавшихся там людей. Часть вагонов была эвакуирована. Постановление Государственного комитета обороны от 15 октября 1941 года предполагало уничтожение оборудования метро в случае появления войск противника «у ворот Москвы».
15 октября 1941 года лично от Л. М. Кагановича поступил приказ закрыть Московский метрополитен, в течение трёх часов подготовить предложения по его уничтожению. Метро планировалось уничтожить, а оставшиеся вагоны и оборудование эвакуировать. Ночью началась подготовка к затоплению метрополитена, его объекты минировались, рубился электрокабель, на станции «Динамо» приступили к демонтажу эскалаторов, на подстанциях демонтировались трансформаторы, а в депо «Сокол» готовились к эвакуации последние вагоны. Утром 16 октября 1941 года в день паники в Москве метрополитен впервые не был открыт. Этот день стал единственным в истории московского метро, когда оно не работало. К вечеру приказ об уничтожении метро был отменён.
Проекты строительства третьей очереди Московского метрополитена были продолжены во время Великой Отечественной войны. Строительство возобновилось уже в мае 1942 года. Были введены в строй два отрезка пути: в январе 1943 года — «Площадь Свердлова» — «Завод имени Сталина» (с 1956 года «Автозаводская») (с пересечением Москвы-реки в глубоком туннеле; станции «Павелецкая» и «Новокузнецкая» были открыты позже, в ноябре 1943 года), а в январе 1944 года — «Курская» — «Измайловский парк» (с 2005 года «Партизанская») (четыре станции). На семи станциях, построенных в военное время, имеются памятные таблички с надписью «Сооружено в дни Отечественной войны».

## Метрополитен в конце 1940-х — начале 1950-х

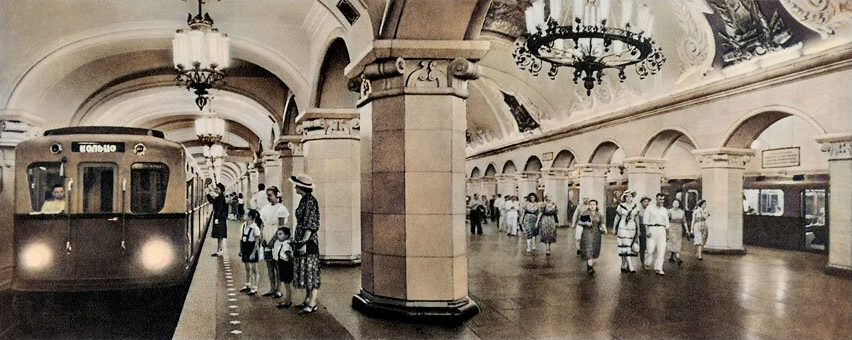
Центральный зал и посадочная платформа станции, 1951 год

После окончания войны началось строительство четвёртой очереди метрополитена — Кольцевой линии и Арбатской линии глубокого заложения от «Площади Революции» до «Киевской».
Кольцевую линию первоначально планировали строить под Садовым кольцом (которое примерно соответствует границе Москвы XVI века). Вводилась в действие линия отдельными участками. Первый, южный участок линии (от «Парка культуры» до «Курской») длиной 6,4 км проходит как раз под Садовым кольцом; движение на нём открылось 1 января 1950 года. Но позже было решено строить оставшуюся часть Кольцевой линии на расстоянии 1—1,5 км от Садового кольца, обеспечивая тем самым доступ к 7 из 9 железнодорожных вокзалов столицы. Второй, северный участок Кольцевой линии (от «Курской» до «Белорусской») длиной 7,0 км был открыт 30 января 1952 года. Наконец, 14 марта 1954 года кольцо замкнулось: открылось движение по западному участку линии (от «Белорусской» до «Парка культуры») длиной 5,9 км.
В январе 1952 года была образована Проектная контора, ставшая с 1971 года Проектно-конструкторским бюро Московского метрополитена.
Строительство Арбатской линии глубокого заложения было связано с началом холодной войны и до 1952 года не афишировалось в прессе: станции этой линии должны были служить бомбоубежищами в случае ядерной угрозы. Строительство линии проходило в сложных гидрогеологических условиях: проходчикам приходилось преодолевать песчаные размывы и твёрдые известняки, проложить тоннель под Москвой-рекой. Движение на линии открылось 5 апреля 1953 года, после чего Арбатскую линию мелкого заложения (от «Калининской» до «Киевской») закрыли, но в 1958 году открыли вновь — уже как часть Филёвской линии.
5 ноября 1954 года к Арбатско-Покровской линии добавился ещё участок на её противоположном конце — от станции «Измайловский парк» (ныне «Партизанская») до временной станции «Первомайская», сооружённой на территории электродепо «Измайлово» и ставшей первой в Москве наземной станцией метро.
В целом для первого этапа строительства Московского метрополитена (1935—1955 гг.) характерно сооружение «станций-дворцов», строившихся каждая по индивидуальному проекту с использованием при их возведении естественного камня и других дорогих материалов. Станции были украшены скульптурой, монументальной живописью, оригинальными светильниками. Это придавало вестибюлям, подземным переходам и станционным залам неповторимый вид, но требовало значительных затрат.

## Метрополитен после 1955 года
С 1955 года в связи с постановлением ЦК КПСС и СНК СССР «Об устранении излишеств в проектировании и строительстве» упор в развитии метрополитена делается на увеличение темпов строительства за счёт удешевления строительства станций. На каждую станцию стала выделяться определённая смета и в неё необходимо было уложиться. От дорогих индивидуальных проектов каждой станций стали склоняться к дешёвым типовым проектам. Так появились типовые входы в метро «стекляшки» и станции, сделанные по одному проекту, отличающиеся друг от друга лишь цветом кафельной плитки. В погоне за дешевизной были допущены ошибки в проектировании и строительстве Лужнецкого метромоста, который быстро пришёл в аварийное состояние.
Период дешёвых типовых проектов длился с 1955 по 1970 годы. Поначалу происходило вмешательство в проекты уже строившихся станций, из интерьеров которых убирались детали декора (поскольку конструктивно они уже были построены), как, например на станциях Рижского радиуса. Первыми станциями, построенными по типовому проекту, стали «Измайловская» и «Первомайская» (открыты в 1961 году); а введённый в действие в 1962 году Калужский радиус целиком состоял из простых типовых станций. Предельное удешевление строительства было достигнуто для станций построенного в 1958—1965 годах участка Филёвской линии, который почти на всём своём протяжении был проложен по поверхности земли.
В этот период термин «очередь» уже не употребляли, однако некоторые станции, открытые в 1957—1959 годах, иногда относят к «пятой очереди».
В конце 1950-х и в 1960-е гг. развивалась концепция радиусов, соединённых лишь с Кольцевой линией: в 1958 году открылся Рижский радиус, в 1962 — Калужский, в 1966 — Ждановский, в 1972 — Краснопресненский. Лишь в 1971 и 1975 гг. соответственно эти радиусы были объединены в диаметральные линии: Калужско-Рижскую и Таганско-Краснопресненскую.

## Метрополитен 1970—1990-х годов
Примерно в 1970 году начался очередной этап строительства московского метрополитена, для которого характерно стремление к сочетанию функциональной планировки с решением эстетических задач. Естественный камень (в частности, мрамор), живопись, рельефы и другие формы декора вновь находят применение при оформлении станций. По сравнению со сталинским периодом архитектура значительно упрощена; широко используется металлический декор (чеканка, литьё и др.) в сочетании обычно с упрощёнными, почти схематичными изображениями. Однако по сравнению с периодом дешёвых типовых проектов многообразие художественных решений заметно возрастает: так, в оформлении станции «Свиблово» (1978 год) использованы смальтовые панно и миниатюры, станции «Марксистская» (1979 год) — флорентийская мозаика, станции «Перово» (1979 год) — мраморные панно с художественной резьбой в традиционном русском «хоромном» стиле, станции «Шаболовская» (1980 год) — витраж из цветного стекла.
К 1980 году московский метрополитен уже прочно занимал лидирующие позиции среди средств внутригородского общественного транспорта: его доля в общем числе перевезённых пассажиров достигла 43 % (на автобусы приходилось 33 %, троллейбусы — 16 %, трамваи — 9 % пассажиров). В 1978 году ежедневно метрополитен перевозил в Москве 6,0 млн пассажиров, занимая первое место в мире.
С конца 1970-х по начало 1990-х вводят в эксплуатацию Калининскую (1979—1986) и Серпуховско-Тимирязевскую (1983—1994) линии. Они были построены по той же схеме, что и Калужско-Рижская и Таганско-Краснопресненская линии: сначала прокладывали внешние радиусы, отходящие от Кольцевой линии, а затем их продлевали в обратном направлении и соединяли с образованием нового диаметра.
В 1990-е годы, в условиях сложной финансовой ситуации, московский метрополитен переживает непростые времена. Однако и в это время продолжается строительство новых линий и станций. Люблинская линия (первый её участок введён в действие в 1995 году) стала первой «полухордой», имеющей несколько пересечений с другими линиями вне Кольцевой линии.
Монументально-художественное оформление станций данной линии опирается на круг идей, уже найденных для Серпуховско-Тимирязевской линии. При этом весьма своеобразно оформление станции «Римская» (1995 год). Оно обыгрывает название станции: в одном из её торцов расположен «римский уголок» с обломками колонны в натуральную величину, на рухнувшей части которой расположились два майоликовых младенца — близнецы Ромул и Рем, основатели Рима; в противоположном же торце (над эскалаторным спуском) помещено майоликовое изображение Богородицы с младенцем на руках. У ножек младенцев струится вода — это действует фонтан (единственный в московском метро).

## Метрополитен в начале XXI века
В декабре 2002 года была открыта первая станция Московского метрополитена за пределами МКАД — «Бульвар Дмитрия Донского» (на её территории в 2003 году построили также две путевые платформы, известные пассажирам как станция «Улица Старокачаловская»). В конце 2009 года состоялось открытие уже шестой («Мякинино») станции за пределами МКАД, которая одновременно стала первой станцией метро в Московской области; в Российской Федерации это — вторая (после станции «Девяткино» Петербургского метрополитена) станция, расположенная за пределами того города (примечательно, что и субъекта РФ), в котором расположена основная сеть метрополитена.
15 мая 2010 года Московскому метрополитену исполнилось 75 лет. В честь этого юбилея на всех станциях были установлены памятные доски, на которых указана дата открытия станции и имя архитектора.
1 марта 2014 года на встрече с руководством и сотрудниками ГУП «Московский метрополитен», проходившей в актовом зале Управления Московского метрополитена, патриарх Кирилл благословил коллектив предприятия иконой митрополита Алексия; при этом святитель Алексий был объявлен небесным покровителем столичного метрополитена.
3 июня 2019 года был открыт первый участок новой, Некрасовской линии.
9 ноября 2020 года Проектно-конструкторское бюро (ПКБ) Московского метрополитена было разделено на собственно ПКБ и Технологическое бюро Управления Московского метрополитена.
1 марта 2023 года открыто движение по всей Большой кольцевой линии.
7 сентября 2024 года открыто движение по первому участку Троицкой линии от «Новаторской» до «Тютчевской» с пересадкой на Большую кольцевую линию на «Новаторской».
28 декабря 2024 года открыто движение по второму участку Троицкой линии от «Тютчевской» до «Новомосковской» с пересадкой на Сокольническую линию на «Новомосковской».

## Реализуемые проекты

### Московские центральные диаметры
Московские центральные диаметры (МЦД) — система линий внеуличного железнодорожного транспорта, созданная на базе существующей инфраструктуры Московского железнодорожного узла (в средствах массовой информации и пиар-кампании проект также называют «наземным метро», хотя фактически метрополитеном он не является). Связывает между собой Москву и подмосковные города: Лобню, Долгопрудный, Одинцово, Красногорск и Подольск. 

## Нереализованные проекты

### Скоростные хордовые линии
Хо́рдовое развитие Московского метрополитена — тип проектировки линий Московского метрополитена, при котором строящиеся участки (хорды) не проходят в центр Москвы, не пересекаются и не имеют пересадок на Кольцевую линию. Планировка Некрасовской, Солнцевской, Бирюлёвской и Троицкой линий на сегодня являются самыми наглядными примерами хордового развития. Тем не менее, это не первый подобный случай в истории Московского метро.
Центральные участки пересекающихся запланированных хордовых линий предоставят новые возможности распределения пассажирских потоков. В ближайшем будущем они составят собой северную часть Большой кольцевой линии. 

### Непостроенные станции Московского метрополитена
Непостроенные станции Московского метрополитена — остановочные пункты Московского метрополитена, запланированные в разное время к постройке, но по тем или иным причинам не воплощённые в жизнь. Таких проектов довольно много.

### Мини-метро
Проектируемое как частное ответвление от станции «Киевская» Филёвской линии в сторону делового центра «Москва-Сити», мини-метро должно было иметь по сравнению с обычным метрополитеном более малые кривые, более крутые подъёмы и более короткие платформы (90 м). Планировалось использовать такой же подвижной состав (поезда «Русич»), как на линиях лёгкого метро.
Однако в начале 2005 года было принято решение удлинить платформы строящихся станций (на тот момент «Международная» и «Москва-Сити», сейчас — «Деловой центр» и «Москва-Сити» соответственно) до 118 м для возможности приёма четырёхвагонных составов «Русич» (изначально планировались трёхвагонные), что соответствует 6-вагонным составам из вагонов обычной для Москвы длины (Е, Ем, Еж), в своё время эксплуатировавшимся на основной части Филёвской линии. Само понятие «мини-метро» было вовсе упразднено, и теперь это просто ответвление.